# Гарбор-Блаффс (Флорида)
Гарбор-Блаффс (англ. Harbor Bluffs) — переписна місцевість (CDP) в США, в окрузі Пінеллас штату Флорида. Населення — 2646 осіб (2020).

## Географія
Гарбор-Блаффс розташований за координатами 27°54′28″ пн. ш. 82°49′36″ зх. д. / 27.90778° пн. ш. 82.82667° зх. д. (27.907816, -82.826538).  За даними Бюро перепису населення США в 2010 році переписна місцевість мала площу 2,51 км², з яких 1,83 км² — суходіл та 0,68 км² — водойми.

## Демографія
Згідно з переписом 2010 року, у переписній місцевості мешкало 2860 осіб у 1218 домогосподарствах у складі 854 родин. Густота населення становила 1141 особа/км².  Було 1332 помешкання (531/км²).
Расовий склад населення:
| - 96,4 % — білих - 1,6 % — азіатів - 0,5 % — чорних або афроамериканців - 0,1 % — вихідців з тихоокеанських островів - 0,1 % — корінних американців |

До двох чи більше рас належало 1,2 %. Частка іспаномовних становила 3,0 % від усіх жителів.
За віковим діапазоном населення розподілялося таким чином: 19,7 % — особи молодші 18 років, 56,3 % — особи у віці 18—64 років, 24,0 % — особи у віці 65 років та старші. Медіана віку мешканця становила 49,2 року. На 100 осіб жіночої статі у переписній місцевості припадало 92,2 чоловіків;  на 100 жінок у віці від 18 років та старших — 90,0 чоловіків також старших 18 років.
Середній дохід на одне домашнє господарство  становив 148 792 долари США (медіана — 85 234), а середній дохід на одну сім'ю — 192 449 доларів (медіана — 107 202). За межею бідності перебувало 6,4 % осіб, у тому числі 0,0 % дітей у віці до 18 років та 6,2 % осіб у віці 65 років та старших.
Цивільне працевлаштоване населення становило 1249 осіб. Основні галузі зайнятості: освіта, охорона здоров'я та соціальна допомога — 25,1 %, фінанси, страхування та нерухомість — 19,9 %, науковці, спеціалісти, менеджери — 18,6 %.